# Metamorphosis (альбом Papa Roach)
Metamorphosis — шестой студийный альбом калифорнийской рок-группы Papa Roach, вышедший в марте 2009 года на лейблах DGC и Interscope Records.

## Об альбоме
Рабочим названием диска было Days of War, Nights of Love, что являлось цитатой из песни «No More Secrets» из предыдущего альбома группы The Paramour Sessions. Впоследствии две песни в альбоме получили названия «Days of War» и «Nights of Love», а название сменили на Metamorphosis.
Альбом стал первой «пробой пера» нового барабанщика Papa Roach — бывшего участника Unwritten Law Тони Палермо, который присоединился к группе в 2007 году после ухода оригинального барабанщика Дэйва Бакнера.
«Hollywood Whore» стал первым синглом альбома, на который был снят одноимённый клип, вторым клипом на сингл стал «Lifeline», третий клип был снят на песню «I Almost Told You That I Loved You». Трек «Into the Light» записан с участием гитариста группы Mötley Crüe Мики Марса.

## Список композиций
| №   | Название                                            | Длительность |
| --- | --------------------------------------------------- | ------------ |
| 1.  | «Days of War» (instrumental)                        | 1:25         |
| 2.  | «Change or Die»                                     | 3:19         |
| 3.  | «Hollywood Whore»                                   | 3:54         |
| 4.  | «I Almost Told You That I Loved You»                | 3:12         |
| 5.  | «Lifeline»                                          | 4:18         |
| 6.  | «Had Enough»                                        | 4:02         |
| 7.  | «Live This Down»                                    | 3:36         |
| 8.  | «March Out of the Darkness»                         | 4:22         |
| 9.  | «Into the Light»                                    | 3:28         |
| 10. | «Carry Me»                                          | 4:26         |
| 11. | «Nights of Love»                                    | 5:16         |
| 12. | «State of Emergency»                                | 5:07         |
| 13. | «Lifeline (Live from Crüe Fest)» (iTunes Exclusive) | 4:08         |

| №   | Название                             | Длительность |
| --- | ------------------------------------ | ------------ |
| 13. | «She Loves Me Not» (Live In Chicago) | 3:45         |
| 14. | «Broken Home» (Live In Chicago)      | 3:48         |

| №   | Название                             | Длительность |
| --- | ------------------------------------ | ------------ |
| 13. | «She Loves Me Not» (Live In Chicago) | 3:45         |
| 14. | «Broken Home» (Live In Chicago)      | 3:48         |
| 15. | «Last Resort» (Live In Chicago)      | 6:31         |

## Участники записи
Papa Roach
- Джекоби Шэддикс — вокал
- Джерри Хортон — гитара
- Тобин Эсперанс — бас-гитара
- Тони Палермо — барабаны

Дополнительные музыканты
- Мик Марс — соло-гитара на «Into the Light»
- Джеймс Майкл — орган на «Nights of Love»

## Позиция в чартах
| Чарт (2009)                            | Позиция |
| -------------------------------------- | ------- |
| Australian Albums (ARIA)               | 74      |
| Австрия (Ö3 Austria)                   | 12      |
| Бельгия/Фландрия (Ultratop)            | 50      |
| Бельгия/Валлония (Ultratop)            | 100     |
| Canadian Albums (Billboard)            | 14      |
| Германия (Offizielle Top 100)          | 23      |
| Japanese Albums (Oricon)               | 44      |
| Japanese Top Album Sales (Billboard)   | 66      |
| Шотландия (Scottish Albums Chart)      | 51      |
| Швейцария (Schweizer Hitparade)        | 21      |
| Великобритания (UK Albums Chart)       | 42      |
| UK R&B Albums (OCC)                    | 3       |
| США (Billboard 200)                    | 8       |
| США (Billboard Top Alternative Albums) | 3       |
| США (Billboard Top Hard Rock Albums)   | 2       |
| США (Billboard Top Rock Albums)        | 3       |

| Чарт (2009)      | Позиция |
| ---------------- | ------- |
| US Billboard 200 | 194     |